# Контрафагот
Контрафагот, скраћено Cfg., по звуку најдубљи дрвени дувачки инструмент, регистарска варијанта фагота, са опсегом нижим за октаву, тако да досеже и доњу границу оркестарског звука уопште. Цев контрафагота је дуга близу 5 метара и зато је чак трипут пресавијена, а због велике тежине, инструмент има и ножицу на коју се ослања. Свирају га фаготисти, јер је технички сасвим сличан, почев од произвођења звука двоструким језичком од трске до прстомета. Међутим, звучност контрафагота је тврда и груба, а и покретљивост му је ограничена, тако да је солистички неупотребљив и само је користан чинилац оркестарског баса, слично гудачком контрабасу, са којим се често удружује, али за разлику од њега, не чини сталну бас и ритам пратњу мелодије, већ је чешће у служби ефекта и истицања.

## Историја

### Прекурсори
Претече контрафагота су документоване још 1590. године у Аустрији и Немачкој, у време када је све већа популарност удвостручавања бас линије довела до развоја далсијана нижег тона. Примери ових ниских далсијана су октавбас, квинтфагот и квартфагот. Постоје докази да је контрафагот коришћен у Франкфурту 1626. године. Барокне претече контрафагота развиле су се у Француској 1680-их, а касније у Енглеској 1690-их, независно од развоја далсијана у Аустрији и Немачкој током претходног века.

### Барокно доба – садашњост
Контрафагот је развијен, посебно у Енглеској, средином 18. века; најстарији сачувани инструмент, који се састојао из четири дела и има само три кључа, изграђен је 1714. године. Отприлике у то време контрафагот је почео да се прихвата у црквеној музици. Неке значајне ране употребе контрафагота током овог периода укључују Ј.С. Бахове Муке по Јовану (1749. и 1739-1749 верзије), и Г.Ф. Хендлов L'Allegro (1740) и Музика за краљевски ватромет (1749). Све до касног 19. века инструмент је обично имао слаб тон и лошу интонацију. Из тог разлога, деонице контрабаса на дрвеним дувачким инструментима често су се бодовале, а деонице контрабаса су се често свирале на серпенту, контрабасном сарусофону или, ређе, на тршчаном контрабасу, све док Хекелова побољшања у касном 19. веку нису обезбедила место контрафагота као стандардног двотршчаног контрабаса.
Више од једног века, између 1880. и 2000. године, Хекелов дизајн остао је релативно непромењен. Чип Овен, у америчкој компанији Фокс, почео је да производи инструмент 1971. године уз одређена побољшања. Генерално, током 20. века промене на инструменту су биле ограничене на горњи кључ за вентилацију у близини вокалне утичнице, клизач за подешавање и неколико кључних веза за олакшавање техничких пролаза. Године 2000, Хекел је најавио потпуно нову тастатуру за свој инструмент, и Фокс је представио сопствени нови систем кључева заснован на инпутима контрафаготисте Њујоршке филхармоније Арлана Фаста. Побољшања обе компаније омогућавају побољшане техничке могућности као и већи домет у високом регистру. Бенедикт Епелшајм је развио Контрафорт, „редизајнирани контрафагот“, у сарадњи са Гунтрамом Волфом почетком 2000-их.

## Значајни солисти
Већина великих симфонијских оркестара користи контрафагот, и многи имају програмске концерте на којима њихов контрафагот наступа као солиста. На пример, Мајкл Тилсон Томас: Урбана легенда за контрафагот и оркестар са Стивеном Браунштајном, Симфонија из Сан Франциска; Гинтер Шулер: Концерт за контрафагот са Луисом Липником, Национални симфонијски оркестар; Џон Вулрич: Падајући доле са Маргарет Кукхорн, Симфонијски оркестар града Бирмингема; Ерб: Концерт за контрафагот са Грегом Хенегаром, Лондонски симфонијски оркестар; Калеви Ахо: Концерт за контрафагот са Луисом Липником Бергенском симфонијски оркестар
Једна од ретких солиста контрафагота на свету је Сузан Нигро, која живи и ради у и око Чикага. Поред повремених наступа са оркестрима и другим ансамблима (укључујући редовну замену са Чикаго симфонију), њен главни рад је као солиста и извођач. Хенри Сколник је наступао и гостовао на међународним турнејама на овом инструменту. Наручио је, премијерно извео и снимио Астечке церемоније за контрафагот Грејема Вотерхауса.
Ретка употреба инструмента у џезу била је од стране Гарвина Бушела, који је био гост са саксофонистом Џоном Колтрејном током његових сесија снимања 1961. у Вилиџ Вангуарду.

## Произвођачи

### Садашњи
Према подацима из 2019. године, постоји девет фирми које се баве производњом контрафагота (по абецедном реду):
- Амати[17]
- Фокс[18]
- Хекел[19]
- Кронвалт[20] (сарадња Гунтрама Волфа и Рудолфа Валтера)
- Мониг-Адлер[21][22]
- Моленхауер[23] (такође производи контрафаготе под брендом Шрајбер)[24][25]
- Мусман[26]
- Пухнер[27]
- Такеда[28]

### Историјски
Ове фирме су некада производиле контрафаготе, али то више не раде.
- Лигнатон (Чехословачка)[29]
- Кабарт (Париз) је стао након куповине од стране Лоре 1974. године.[30]
- Бафет Крампон (Париз): Донекле разликује од немачког стила.[31]